# إليزابيث فيليبس
إليزابيث فيليبس (بالإنجليزية: Elizabeth Phillips) هي فنانة الدفاع عن النفس أمريكية، ولدت في 20 أغسطس 1986 في سبوكين في الولايات المتحدة.

## وصلات خارجية
- إليزابيث فيليبس على موقع يو إف سي (الإنجليزية)
- إليزابيث فيليبس على موقع شيردوغ (الإنجليزية)
- إليزابيث فيليبس على موقع Tapology.com (الإنجليزية)
- إليزابيث فيليبس على موقع IMDb (الإنجليزية)